# Mongolische Volleyballnationalmannschaft der Frauen
Die mongolische Volleyballnationalmannschaft der Frauen ist eine Auswahl der besten mongolischen Spielerinnen, die die Volleyball Federation of Mongolia bei internationalen Turnieren und Länderspielen repräsentiert.

## Geschichte
Bei der Volleyball-Weltmeisterschaft 1970 belegte die Mongolei den 16. Platz. Die Mongolei konnte sich bisher weder für Olympische Spiele noch für die Volleyball-Asienmeisterschaft qualifizieren. Auch der World Cup und der World Grand Prix fanden bisher ohne mongolische Beteiligung statt.